# فرودگاه جزیره مانیهیکی
فرودگاه جزیره مانیهیکی (به انگلیسی: Manihiki Island Airport) یک فرودگاه همگانی با کد یاتا MHX است. این فرودگاه در شهر مانیهیکی کشور جزایر کوک قرار دارد.

## شرکت‌های هواپیمایی و مقصدهای پروازی

### مسافری
| شرکت‌های هواپیمایی | مقصدهای پروازی |
| ----------------- | -------------- |
| ایر راروتونگا     | راروتونگا      |